# Tayfun Pirselimoğlu
Tayfun Pirselimoğlu (nascut el 1959) és un guionista i director de cinema turc. Ha contribuït a més de vuit pel·lícules, com ara Ben O Değilim i Pus.

## Filmografia
- Kerr (2021) (director, guionista)
- Yol Kenarı (2017) (director, productor, guionista)
- Ben O Değilim (2013) (director, productor, guionista)
- Saç (2010) (director, productor, guionista)
- Pus (2009) (director, productor, guionista)
- Rıza (2006) (director, productor, guionista)
- İngiliz Kemal (2001) (guionista)
- Hiçbiryerde (2001) (director, guionista)
- Dayım (1999) (director)
- Yeni Bir Yıldız (1997) (guionista)
- İz (1994) (guionista, art director)
- Otel (1992) (productor, guionista)